# Marko Rakonjac
Marko Rakonjac (in serbo Марко Ракоњац?; Bijelo Polje, 15 aprile 2000) è un calciatore montenegrino, attaccante dell'OFI Creta, in prestito dalla Lokomotiv Mosca.

## Caratteristiche tecniche
È un centravanti.

## Carriera

### Club
Cresciuto nel settore giovanile del Jedinstvo Bijelo Polje, debutta in prima squadra il 20 agosto 2016 in occasione dell'incontro di Prva crnogorska fudbalska liga perso 2-0 contro il Budućnost. Al termine della stagione si trasferisce al Čukarički che lo aggrega al proprio settore giovanile.

### Nazionale
Nel 2022 ha giocato una partita con la nazionale montenegrina.

## Statistiche
Statistiche aggiornate al 10 aprile 2021.

### Presenze e reti nei club
| Stagione        | Squadra                | Campionato      | Campionato | Campionato | Coppe nazionali | Coppe nazionali | Coppe nazionali | Coppe continentali | Coppe continentali | Coppe continentali | Altre coppe | Altre coppe | Altre coppe | Totale | Totale | Totale |
| Stagione        | Squadra                | Comp            | Pres       | Reti       | Comp            | Pres            | Reti            | Comp               | Pres               | Reti               | Comp        | Pres        | Reti        | Pres   | Reti   |        |
| --------------- | ---------------------- | --------------- | ---------- | ---------- | --------------- | --------------- | --------------- | ------------------ | ------------------ | ------------------ | ----------- | ----------- | ----------- | ------ | ------ | ------ |
| 2016-2017       | Jedinstvo Bijelo Polje | 1L              | 6          | 0          | CM              | 0               | 0               |                    | -                  | -                  |             | -           | -           | 6      | 0      |        |
| 2020-2021       | Čukarički              | SL              | 25         | 1          | CS              | 1               | 0               |                    | -                  | -                  |             | -           | -           | 26     | 1      |        |
| Totale carriera | Totale carriera        | Totale carriera | 31         | 1          |                 | 1               | 0               |                    | -                  | -                  |             | -           | -           | 32     | 1      |        |

## Palmarès

### Club

#### Competizioni nazionali
- Campionato serbo: 1

Stella Rossa: 2022-2023
- Coppa di Serbia: 1

Stella Rossa: 2022-2023